# Gehejmearkivet
Gehejmearkivet fungerede under enevælden som kongens og rigets arkiv i København. På Københavns slot samlededes 1582 ældre arkivalier fra arkiverne i Vordingborg og Kalundborg. De dannede grundlaget for Gehejmearkivet. 1720 fik arkivet egen bygning på Slotsholmen. 1883 fik det fælles ledelse med Kongerigets arkiv i form af A.D. Jørgensen. I 1889 blev Gehejmearkivet til Rigsarkivets 1. afdeling.
|  | Denne artikel om en virksomhed kan blive bedre, hvis der indsættes et (bedre) billede. Du kan hjælpe ved at afsøge Wikimedia Commons for et passende billede eller lægge et op på Wikimedia Commons med en af de tilladte licenser og indsætte det i artiklen. |